# Eupropacris vana
Eupropacris vana är en insektsart som först beskrevs av Karsch 1896.  Eupropacris vana ingår i släktet Eupropacris och familjen gräshoppor. Inga underarter finns listade i Catalogue of Life.